# Senfft von Pilsach

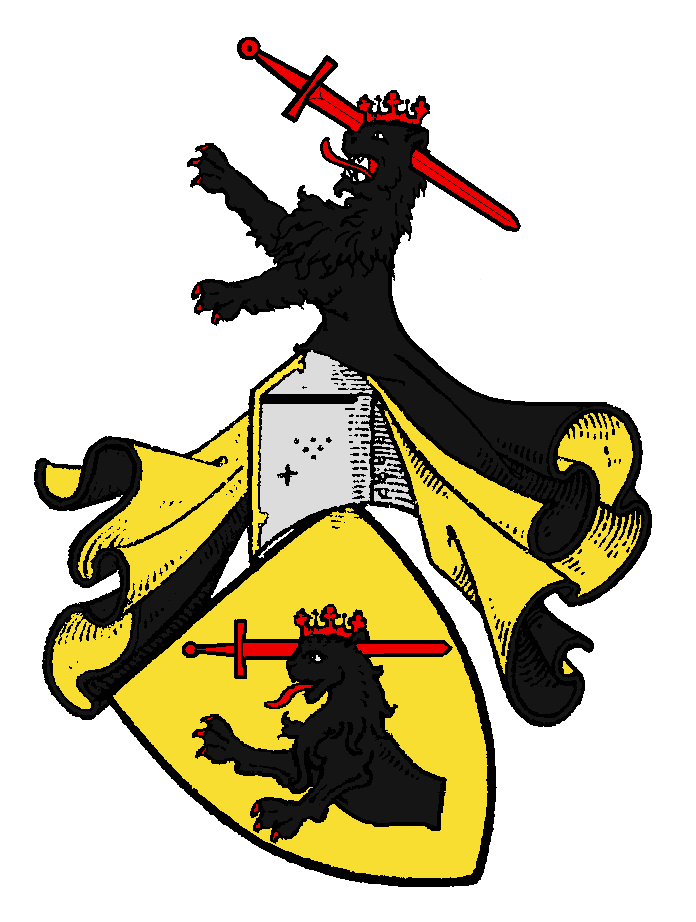
Stammwappen der Familie Senfft von Pilsach

Senfft von Pilsach ist der Name eines oberpfälzischen Uradelsgeschlechts, das im 17. Jahrhundert in Thüringen, Sachsen und später auch in Preußen ansässig wurde.

## Geschichte
Im Jahr 1293 ist ein Konrad Senfft als bayerischer Amtsvogt auf der Burg Troßberg in der Oberpfalz nachgewiesen. Seine Familie saß ab etwa 1322 auf der benachbarten Burg Pilsach, wo Eberhard Sepht am 21. Januar 1327 siegelt. Ein Friedrich der Seft wird am 24. April 1372 erstmals urkundlich „von Pilsach“ genannt. Die Stammreihe beginnt mit Friedrich Senft auf Pilsach, das er 1447 von seinem Bruder Eberhard erbte. Die Familie blieb bis 1688 auf dem „unteren Edel-Sitz, dem Wasserschloss“ Schloss Pilsach ansässig. 1629 emigrierten die Senfft über Kursachsen nach Preußen und verkauften 1688 Pilsach.
1693 erwarb Adam Ernst Senfft von Pilsach vom Herzog von Sachsen-Zeitz das Rittergut Löbnitz bei Groitzsch. Dieses blieb bis ins 18. Jahrhundert im Besitz der Familie. Von 1727 bis 1760 befand sich das Rittergut Hain im Besitz von Johann Friedrich Senfft von Pilsach.
1764 erwarb der kursächsische Kreishauptmann des Thüringischen Kreises und Oberaufseher der Saale-Flößerei Adam Friedrich Senfft von Pilsach das Rittergut Zscheiplitz und 1774 das Patronatrecht der dortigen Kirche. Das Gut blieb bis 1798 im Besitz der Familie. Danach hatte die Familie Sitze u. a. in Boblas (1780–1945), Rogätz, Grimma und Reinhardtsgrimma (1908–1945). Ernst Senfft von Pilsach wurde im pommerschen Gramenz ansässig.

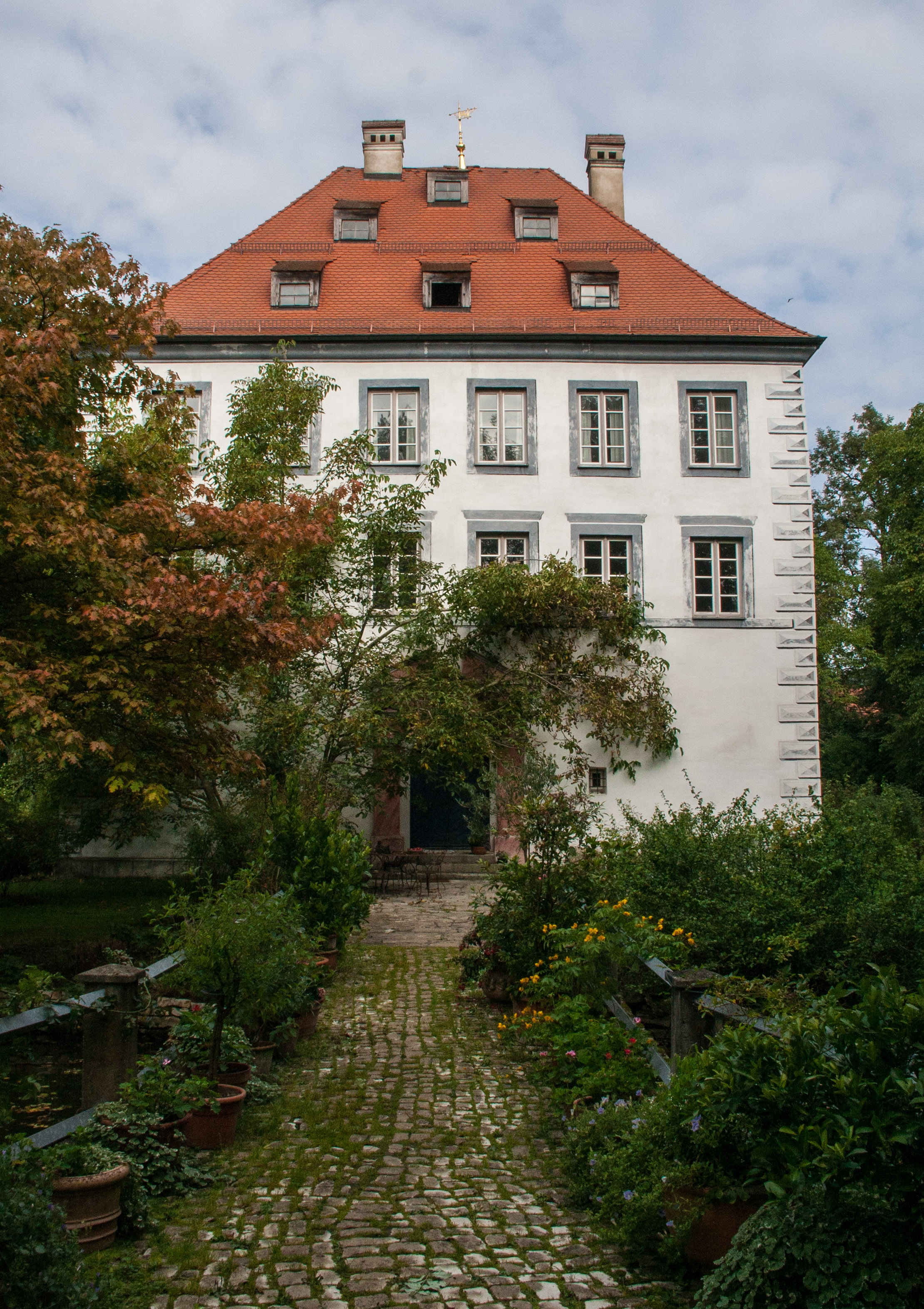
Schloss Pilsach
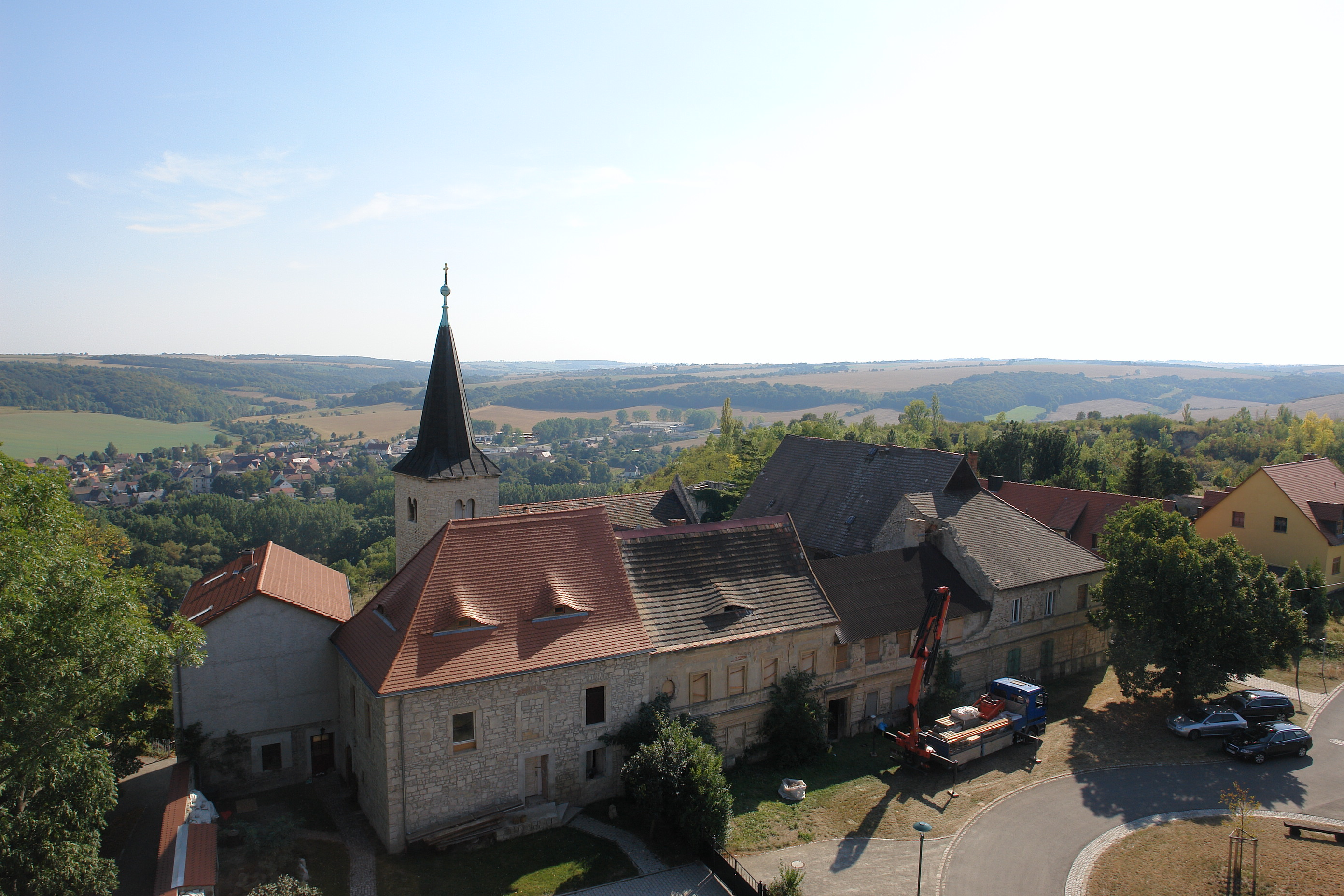
Rittergut Zscheiplitz
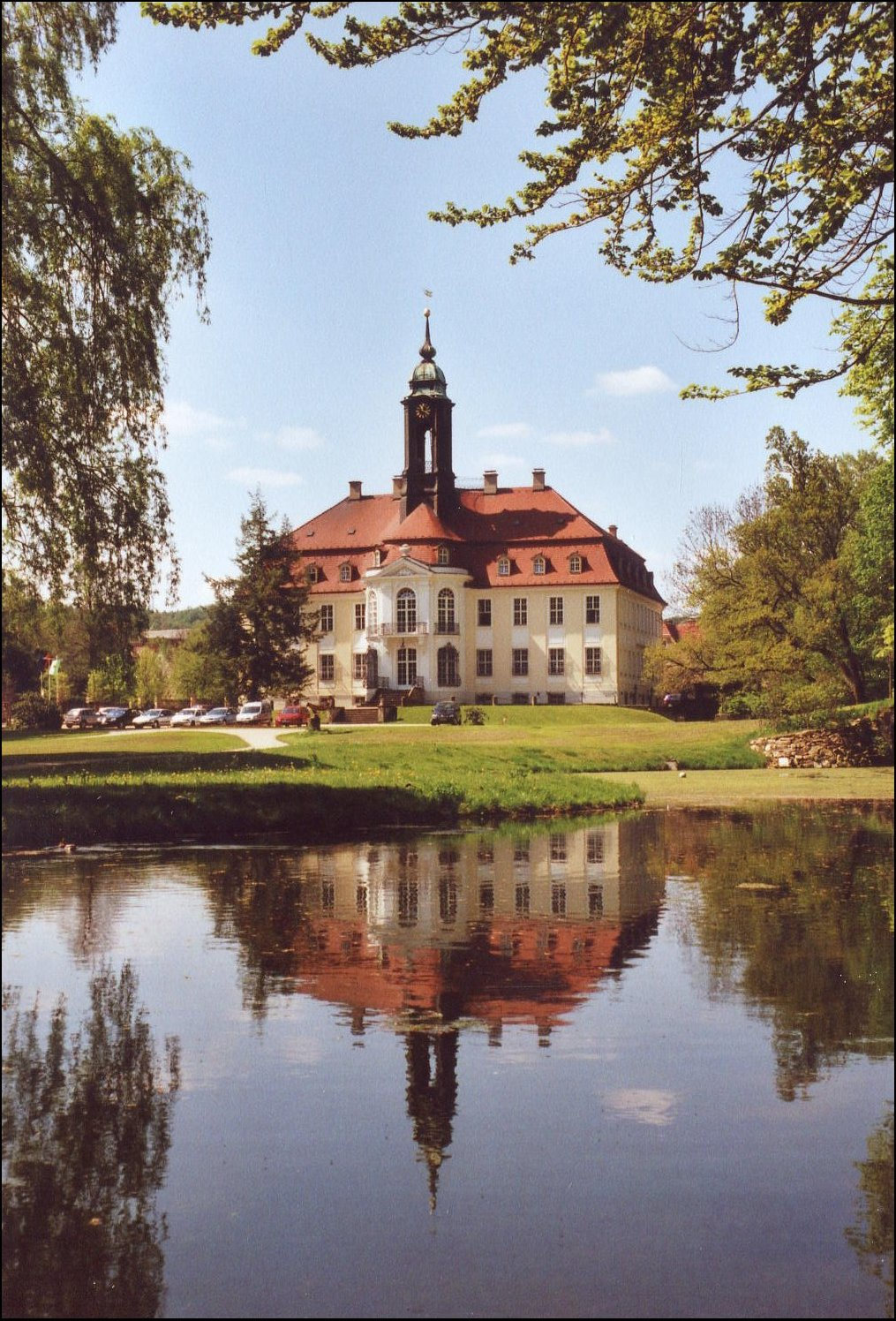
Schloss Reinhardtsgrimma

## Wappen
Das Stammwappen zeigt in Gold einen halben rechtsgekehrten rot-gekrönten und -bewehrten schwarzen Löwen dessen Haupt von einem roten Schwert schräg durchstoßen ist. Auf dem (bis zum 15. Jahrhundert noch nicht) gekrönten Helm mit schwarz-goldenen Decken der Löwe mit dem Schwert wachsend.

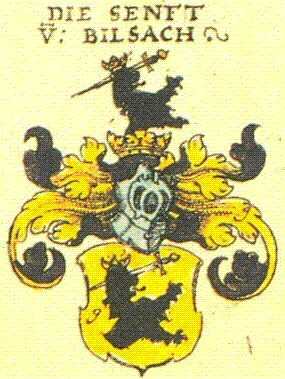
Wappen in Siebmachers Wappenbuch – spiegelverkehrt
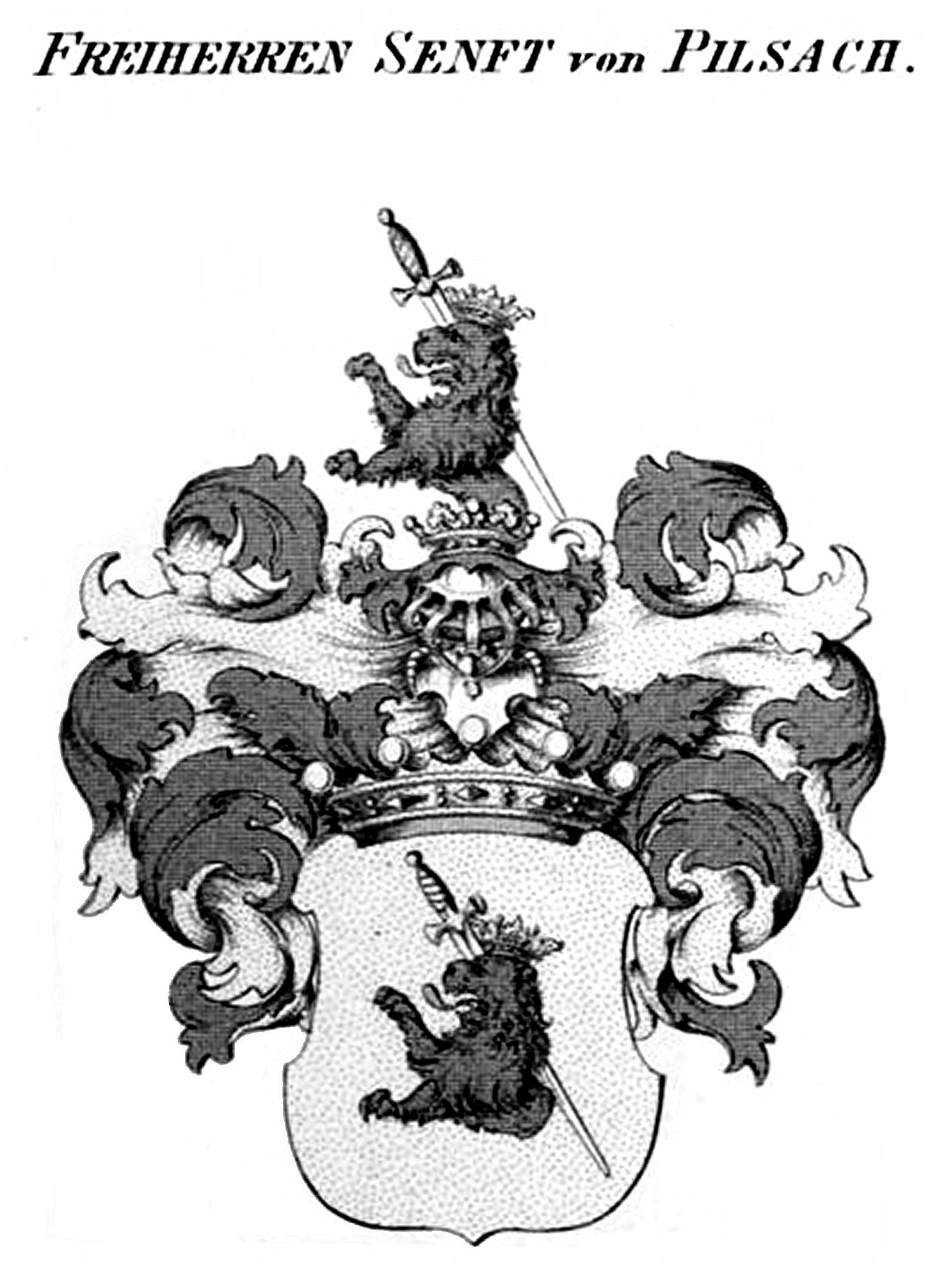
Wappen der Freiherren Senfft von Pilsach in Tyroffs Wappenbuch
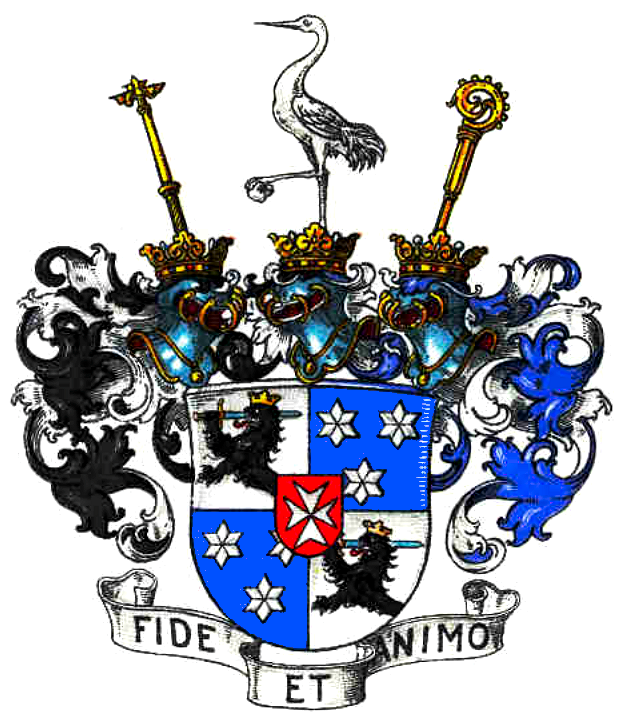
Gemehrtes Wappen der Familie Senfft von Pilsach
Das Wappen der Gemeinde Pilsach

## Bekannte Familienmitglieder

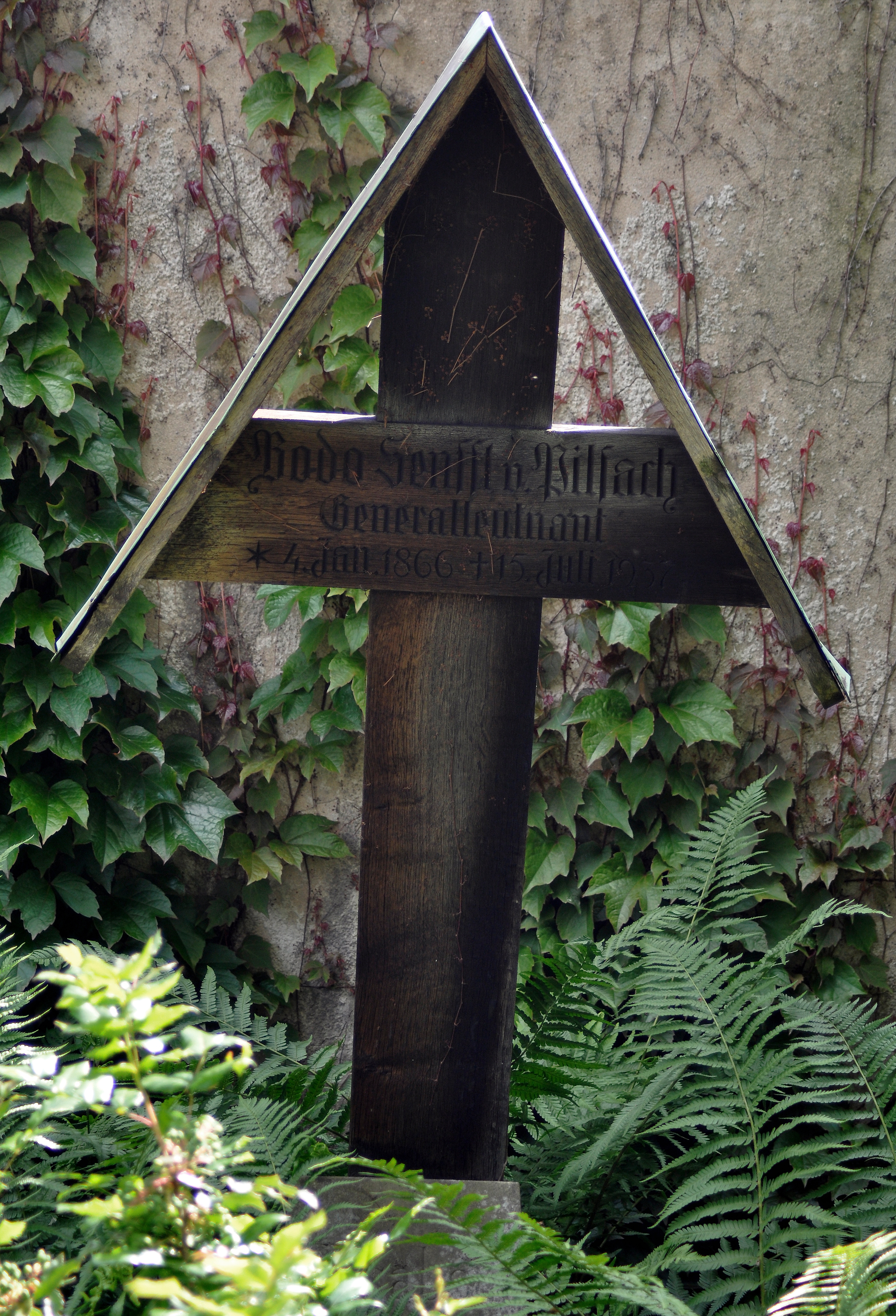
Grabkreuz des Generalleutnants Bodo Senfft von Pilsach in Dresden

- Adam Friedrich Senfft von Pilsach (1723–1783), kursächsischer Kreishauptmann des Thüringer Kreises, Oberaufseher der Saalflöße und Besitzer der Rittergüter Zscheiplitz und Oberschmon
- Friedrich Senfft von Pilsach (1741–1822), königlich-sächsischer Generalmajor
- Ludwig Graf Senfft von Pilsach (1774–1853), kursächsisch bzw. königlich-sächsischer und österreichischer Diplomat und Politiker
- Gustav Senfft von Pilsach (1790–1867), königlich-sächsischer Generalleutnant
- Ernst Freiherr Senfft von Pilsach (1795–1882), Oberpräsident der preußischen Provinz Pommern
- Adolf Senfft von Pilsach (preußischer Politiker) († 2. November 1882), Mitglied des Preußischen Herrenhauses auf Lebenszeit seit 28. Januar 1855.
- Adolf Senfft von Pilsach (1816–1897), königlich-sächsischer General der Kavallerie
- Hugo Senfft von Pilsach (1821–1903), königlich-sächsischer General der Kavallerie
- Maximilian Senfft von Pilsach (Landrat) (1828–1903), preußischer Landrat
- Maximilian Senfft von Pilsach (1854–1931), königlich-sächsischer Generalmajor, Herr auf Böhlen und Besitzer von Schloss Reinhardtsgrimma
- Arnold Senfft von Pilsach (1859–1919), deutscher Politiker, Präsident des Munizipalrates von Apia, Landeshauptmann von Westpreußen und preußischer Landrat
- Bodo Senfft von Pilsach (1866–1937), deutscher Generalleutnant

## Grabstätten
Der deutsche Generalleutnant Bodo Senfft von Pilsach wurde 1937 in auf dem Johannisfriedhof in Dresden-Tolkewitz beerdigt.